# Arre
Arre là một đô thị thuộc tỉnh Padova vùng Veneto, tọa lạc cách 40 km về phía tây nam của Venezia và cách khoảng 25 km về phía nam của Padova. Tại thời điểm ngày 31 tháng 12 năm 2004, đô thị này có dân số 2.067 người và diện tích 12,4 km².
Arre giáp các đô thị: Agna, Bagnoli di Sopra, Candiana, Conselve, Terrassa Padovana.